# オリンピックポスター
オリンピックポスター (英語: Olympic poster) は、オリンピックを形象化し、画像表現としてデザインしたポスター。各オリンピック大会では独自のポスターを作成し、オリンピック組織委員会 (OGCC) または国内オリンピック委員会 (NOC) により提案される。ポスターの承認は国際オリンピック委員会（IOC）がおこなう。ポスターは、スポンサーにより宣伝用としてオリンピックエンブレムのように使用してもよい。全てのポスターはIOCが所有権を持つ。
1964年の東京オリンピックでは亀倉雄策によるポスター4種類が作成された。

## 例

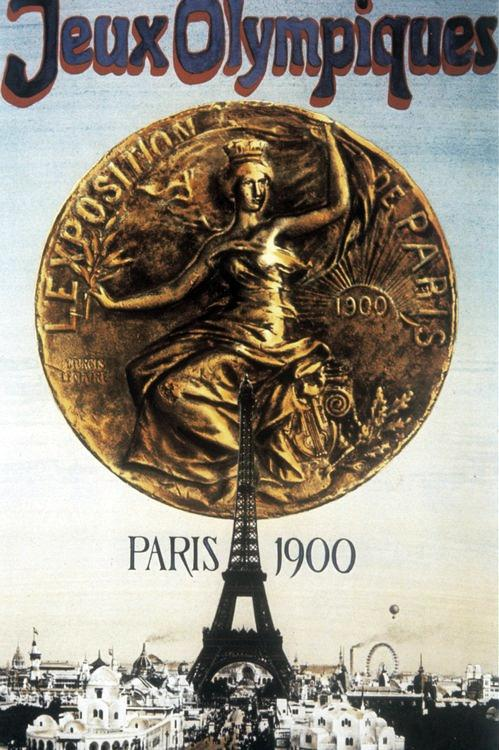
1900年パリオリンピック
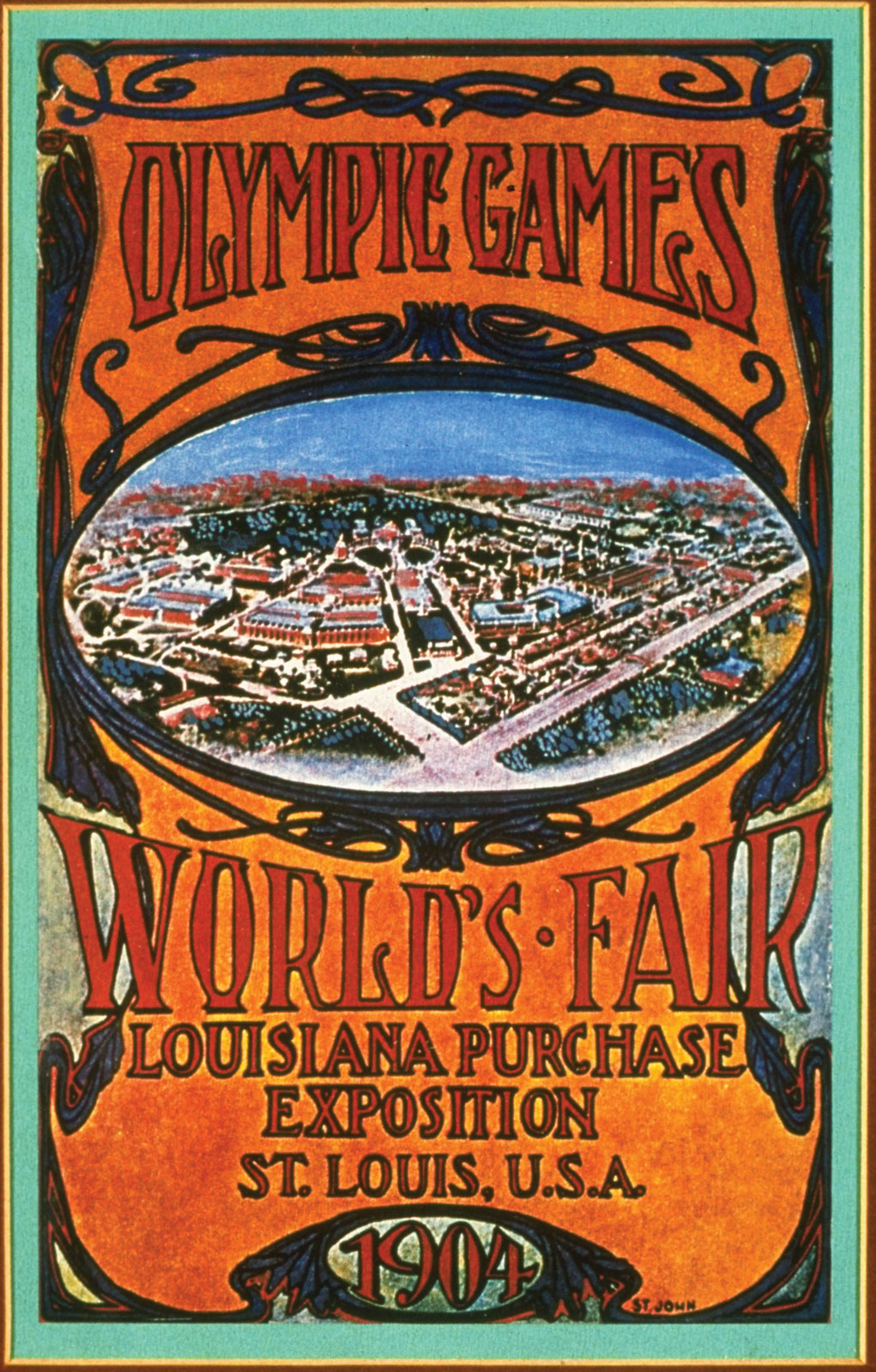
1904年セントルイスオリンピック
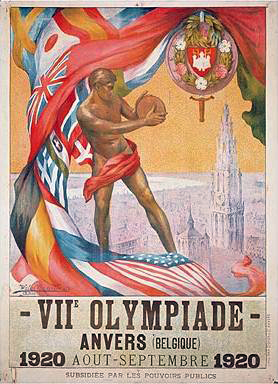
1920年アントワープオリンピック
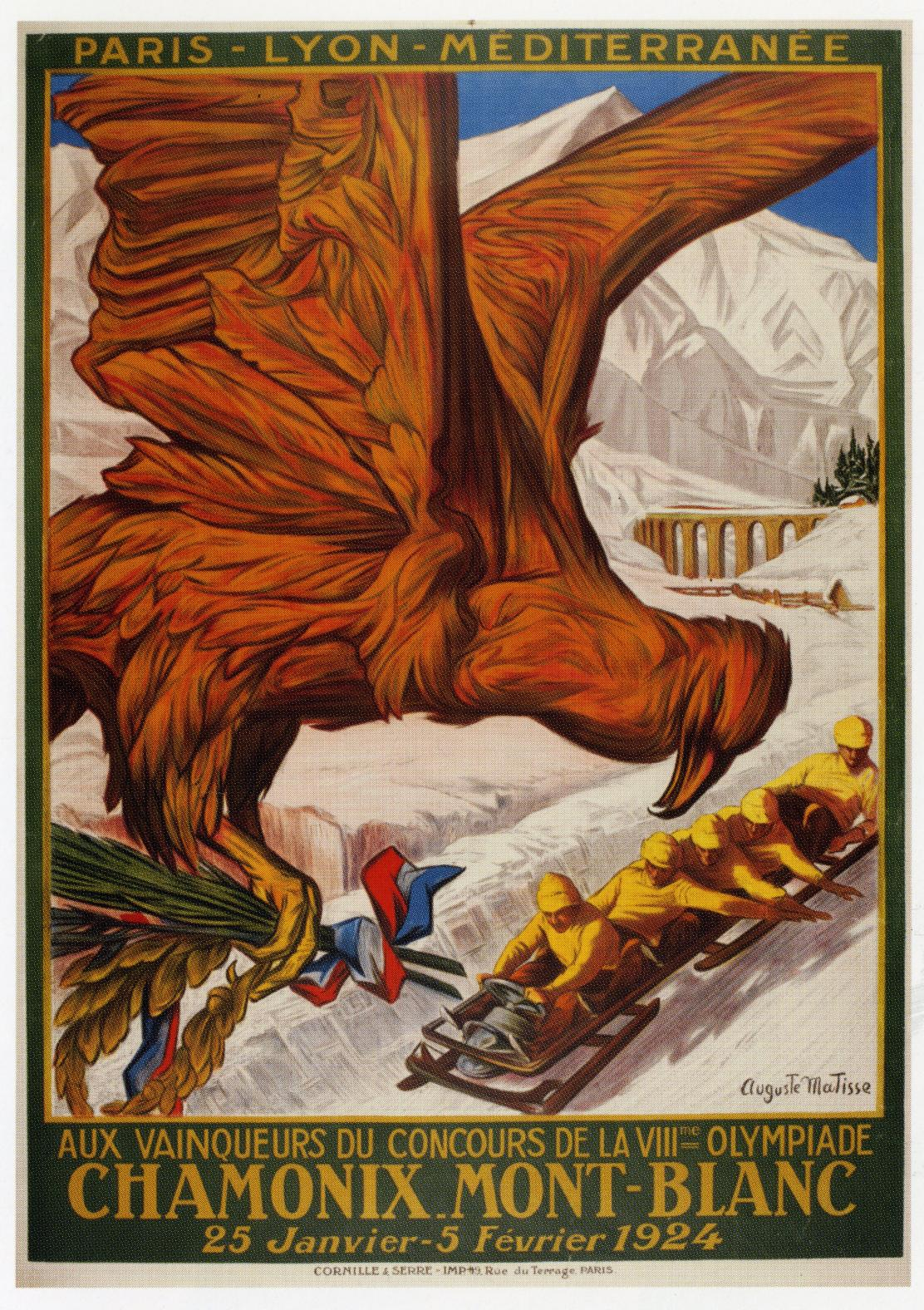
1924年シャモニー・モンブランオリンピック